# Wolfgang Baumgart
Wolfgang Baumgart (Inheiden, 23 de octubre de 1949- 21 de febrero de 2011) fue un jugador de hockey sobre hierba alemán que jugó en la posición de portero. Ganó la medalla de oro en los Juegos Olímpicos de Múnich al ganar en la final a Pakistán.